# Heroïna
Aquest article és sobre la droga coneguda com heroïna. Per a informació sobre la "dona que realitza fets heroics ", vegeu Heroi.
L'heroïna (també coneguda com a diacetilmorfina, DCI o diamorfina) és una droga il·legal a la majoria dels països del món i, a més, és considerada una de les més addictives. Pertany a la categoria dels opiacis, entre els quals pot considerar-se la més abusada i la d'acció més ràpida. L'heroïna es prepara a partir de la morfina, substància que es troba de manera natural a la càpsula del cascall, d'on s'extrau. L'heroïna s'administra generalment per via endovenosa, tot i que també és usual el consum per via nasal o fumada. En aquest últim cas es realitza emprant paper d'alumini sobre el que s'escalfa la pols.
Al carrer, la substància pren els més diversos noms, sent un dels més estesos el de "cavall". Generalment es ven en forma de pols blanca o marró, o amb una substància negra apegalosa coneguda als carrers com "goma" o "quitrà negre". Tot i que l'heroïna de major puresa és cada cop més comú, la majoria de la substància que es ven al carrer està barrejada (tallada) amb altres drogues o amb substàncies com ara el sucre, el midó, la llet en pols o la quinina. La droga coneguda com Speedball (o powerball) es refereix a una barreja de cocaïna (un estimulant) amb heroïna o morfina (un opioide) que es pren per via intravenosa o per insuflació nasal. Les combinacions originals de Speedball utilitzaven clorhidrat de cocaïna barrejat amb sulfat de morfina, mentre que les boles de velocitat modernes també poden utilitzar opioides farmacèutics, benzodiazepines o barbitúrics juntament amb estimulants.
La dosi letal es calcula al voltant dels 100 mgs, òbviament quantitat que varia en funció del subjecte; una dosi de consum voluntari conté entre 3 i 10 mg. Als toxicòmans la quantitat augmenta per la tolerància que es desenvolupa arran de la dependència i també per la necessitat de dosis majors per obtenir plaer.
Com que els qui abusen de l'heroïna no saben la força real de la droga, ni el seu vertader contingut o composició, es troben en risc de sofrir una sobredosi o fins i tot de morir. Els qui comparteixen agulles o altres materials d'injecció corren el risc de contagiar-se de diverses malalties de transmissió sexual, com ara el VIH, algunes hepatitis i la majoria de les malalties infeccioses. Bona part dels infectats pel virus de la SIDA als anys 80, 90, i encara ara mateix, s'infectaren per via parenteral.

## Història
L'heroïna es va sintetitzar al Regne Unit al 1874 per Charles R. Alder Wright gràcies a l'acetilació del cascall. Pocs anys després de la seva comercialització per Bayer (1898) com a medicament, va començar a presentar problemes d'adicció. A Europa el seu consum va estendre's ràpidament. Ja el 1905 la ciutat de Nova York consumia prop de dues tones d'heroïna a l'any. A la Xina, en la seua varietat fumada, començà a substituir el consum d'opi. L'ús de la substància a diverses guerres, per tractar els ferits més greus, va multiplicar els casos d'heroinomania entre la població civil.
Als anys 20 la toxicomania per heroïna era ja un fet comú i molts països decidiren frenar la situació. L'any 1925 països com Estats Units o Itàlia prohibiren la producció i importació d'heroïna, amb el suport de molts altres països europeus que s'han anat afegint a la prohibició a poc a poc. Els darrers en prohibir la venda i consum d'heroïna al vell continent han estat Txecoslovàquia el 1960 i Portugal el 1962.
Més endavant, el tràfic clandestí d'heroïna va tenir un auge, des dels anys 60 i fortament als 70 i 80, associat tradicionalment a diverses circumstàncies socials, com ara la Guerra de Vietnam o el naixement i expansió de la cultura punk. El consum d'heroïna, en aquests casos, va popularitzar-se entre la població més jove, multiplicant els casos d'infecció de malalties com la SIDA. A l'estat espanyol, el consum d'heroïna (coneguda amb el nom de cavall) a l'època més recent es vincula a la Movida madrileña als anys 80.
Tot i això, als anys 40-60, als EUA, es podia aconseguir, i si no, morfina. Aquests opiacis van tenir un paper en el naixement del free-jazz, des de Billie Holiday a Charlie Parker.

## Efectes

Diagrama amb els efectes a llarg termini del consum d'heroïna, incloent els més comuns a conseqüència de l'administració o fabricació il·legal de la substància

L'heroïna, és un potent depressor del sistema nerviós central, amb algunes propietats estimulants. Relaxa i elimina l'ansietat, així com el dolor físic, alhora que indueix al somni i disminueix l'activitat mental. A l'àmbit sanitari, va usar-se per a reduir dolors físics intensos.
Els efectes secundaris més habituals poden mostrar insuficiència respiratòria, sequedat bucal, somnolència, alteració de la funció mental, restrenyiment i addicció. Altres efectes de l’ús per injecció poden incloure abscessos, vàlvules cardíaques infectades, infeccions transmeses per la sang i pneumònia. Després d'un historial d'ús a llarg termini, els símptomes d'abstinència d'opioides poden començar a les poques hores de l'últim ús. Quan s'administra per injecció en una vena, l’heroïna té dues o tres vegades l'efecte d’una dosi similar de morfina. Normalment apareix en forma de pols blanca o marró.

## Sobredosi

L'heroïna és la droga que presenta, amb diferències, majors efectes negatius (a la imatge: dany físic i dependència) entre les 20 drogues d'abús més usuals.

La sobredosi d’heroïna se sol tractar amb l'antagonista dels opioides, la naloxona. Això inverteix els efectes de l'heroïna i provoca un retorn immediat de la consciència, però pot provocar símptomes d'abstinència. La vida mitjana de la naloxona és més curta que alguns opioides, de manera que pot ser necessari administrar-la diverses vegades fins que l’opioide hagi estat metabolitzat pel cos.
Entre el 2012 i el 2015, l'heroïna va ser la principal causa de morts relacionades amb drogues als Estats Units. Des de llavors, el fentanil ha estat una de les causes més freqüents de morts relacionades amb drogues. En la dècada del 1980 la infecció per l'VIH i de la sobredosi d’opiacis, van passar a convertir-se en les dues principals causes de mort al grup d’edat de 25-34 anys. Un estudi retrospectiu realitzat a Catalunya amb un grup de 12.711 addictes als opiacis d’entre 15 i 44 anys reflecteix clarament la magnitud i el ràpid creixement de la mortalitat, que va passar de 13,8 morts per 1.000 persones-any durant el període 1987-1988 a 34,8 durant el període 1988-1989.
Segons l'Informe Mundial "World Drug Report" (2021) de Nacions Unides l'heroina continua sent l’opioide de major preocupació per a la gran majoria de països,i s'afegeix l'amenaça per la salut que suposa l'ús no mèdic d'alguns opiodies farmaceùtics. A Europa l'heroína va ser la droga de consum principal per 13 600 (79 %) dels 17 300 consumidors que van començar tractament per primer cop en relació amb els opioides.
Actualment, a Catalunya segons el Sistema d'Informació sobre Drogodependències al 2019 es van detectar 1.521 casos de pacients amb dependència a l'heroina, amb un elevat percentatge de reinicis de tractament: el 85%, molt per sobre de qualsevol altra droga.
Depenent de les interaccions medicamentoses i de molts altres factors, la mort per sobredosi pot trigar entre diversos minuts i diverses hores. La mort sol produir-se per falta d’oxigen derivada de la falta de respiració causada per l’opioide. Es poden produir sobredosis d’heroïna a causa d’un augment inesperat de la dosi o de la puresa o per la disminució de la tolerància als opioides. No obstant això, moltes víctimes mortals informades com a sobredosi probablement són causades per interaccions amb altres fàrmacs depressius com l'alcohol o les benzodiazepines. Atès que l’heroïna pot causar nàusees i vòmits, un nombre important de morts atribuïdes a la sobredosi d’heroïna són causades per l’aspiració de vòmits per part d’una persona inconscient. Algunes fonts citen que la dosi letal mitjana (per a un individu de 75 kg amb consum habitual d'opiacis de mitjana) és d'entre 75 i 600 mg.
L’heroïna il·lícita té una puresa molt variable i impredictible. Això significa que l'usuari pot preparar el que considera una dosi moderada mentre realment pren molt més del previst. A més, la tolerància normalment disminueix després d’un període d'abstinència. Si això es produeix i l’usuari pren una dosi comparable al seu ús anterior, l’usuari pot experimentar efectes de drogues molt més grans del que s'esperava, cosa que pot provocar una sobredosi. S'ha especulat que una porció desconeguda de les morts relacionades amb l'heroïna és el resultat d'una sobredosi o reacció al·lèrgica a la quinina, que de vegades es pot utilitzar com a agent de tall.

## Usos terapèutics
Sota el nom genèric de diamorfina, l’heroïna es prescriu com a medicament contra el dolor fort al Regne Unit, on s'administra per via oral, subcutània, intramuscular, intratecal, intranasal o intravenosa. La diamorfina s'utilitza en alguns països s'utilitza mèdicament en diversos països per alleujar el dolor, com durant el part o un atac de cor, així com en la teràpia de reemplaçament d'opioides.
Es pot prescriure per al tractament del dolor agut, com ara en traumatismes físics greus, infart de miocardi, dolor postquirúrgic i dolor crònic, incloses malalties terminals. El 2004, el National Institute for Health and Care Excellence va elaborar directrius sobre la gestió de la cesària, que recomanava l'ús de diamorfina intratecal o epidural per alleujar el dolor postoperatori. Per a les dones que han experimentat opioides intratecals, s'hauria de fer una observació horària mínima de les puntuacions de freqüència respiratòria, sedació i dolor durant almenys 12 hores per a la diamorfina i 24 hores per a la morfina. A les dones se’ls hauria d’oferir diamorfina (0,3-0,4 mg intratecalment) per analgèsia intra i postoperatòria, ja que redueix la necessitat d’analgèsia suplementària després d’una cesària. La diamorfina epidural (2,5-5 mg) és una alternativa adequada.
També s'utilitza en el tractament pal·liatiu de fractures òssies i altres traumes, especialment en nens. En el context del trauma, es dona principalment pel nas a l'hospital; tot i que hi ha disponible un spray nasal preparat. Tradicionalment, ha estat elaborada pel metge assistent, a partir de les mateixes ampolles "seques" que s'utilitzen per a la injecció. En nens, l'esprai nasal Ayendi està disponible a 720 micrograms i 1600 micrograms per 50 microlitres d’actuació de l'esprai, que pot ser preferible com a alternativa no invasiva en atenció pediàtrica, evitant la por a la injecció en nens.